# NBA Playoffs 1965
Gli NBA Playoffs 1965 si conclusero con la vittoria dei Boston Celtics (campioni della Eastern Division) che sconfissero i campioni della Western Division, i Los Angeles Lakers.

## Squadre qualificate

### Eastern Division
1. Boston Celtics
2. Cincinnati Royals
3. Philadelphia 76ers

### Western Division
1. L.A. Lakers
2. St. Louis Hawks
3. Baltimore Bullets

## Tabellone
|  | Semifinali di Division | Semifinali di Division | Semifinali di Division |                    |               | Finali di Division | Finali di Division | Finali di Division |  |  | Finali NBA | Finali NBA | Finali NBA |  |
|  |                        |                        |                        |                    |               |                    |                    |                    |  |  |            |            |            |  |
|  |                        |                        |                        |                    |               | 1                  | L.A. Lakers *      | 4                  |  |  |            |            |            |  |
|  |                        |                        |                        |                    |               | 1                  | L.A. Lakers *      | 4                  |  |  |            |            |            |  |
|  |                        |                        | 3                      | Baltimore Bullets  | 2             |                    |                    |                    |  |  |            |            |            |  |
|  | 3                      | Baltimore Bullets      | 3                      | Baltimore Bullets  | 2             | 3                  |                    |                    |  |  |            |            |            |  |
|  | 3                      | Baltimore Bullets      |                        |                    |               |                    |                    |                    |  |  |            |            |            |  |
|  | 2                      | St. Louis Hawks        | 1                      |                    |               |                    |                    |                    |  |  |            |            |            |  |
|  | 2                      | St. Louis Hawks        | 1                      |                    | L.A. Lakers * | L.A. Lakers *      | 1                  |                    |  |  |            |            |            |  |
|  |                        |                        |                        |                    |               |                    |                    |                    |  |  |            |            |            |  |
|  |                        |                        | Boston Celtics *       | Boston Celtics *   | 4             |                    |                    |                    |  |  |            |            |            |  |
|  |                        |                        |                        | Boston Celtics *   | 4             |                    |                    |                    |  |  |            |            |            |  |
|  |                        |                        |                        |                    |               |                    |                    |                    |  |  |            |            |            |  |
|  |                        |                        |                        |                    |               |                    |                    |                    |  |  |            |            |            |  |
|  |                        | 1                      | Boston Celtics *       | 4                  |               |                    |                    |                    |  |  |            |            |            |  |
|  |                        |                        |                        | 4                  |               |                    |                    |                    |  |  |            |            |            |  |
|  |                        |                        | 3                      | Philadelphia 76ers | 3             |                    |                    |                    |  |  |            |            |            |  |
|  | 3                      | Philadelphia 76ers     | 3                      | Philadelphia 76ers | 3             | 3                  |                    |                    |  |  |            |            |            |  |
|  | 3                      | Philadelphia 76ers     |                        |                    |               |                    |                    |                    |  |  |            |            |            |  |
|  | 2                      | Cincinnati Royals      | 1                      |                    |               |                    |                    |                    |  |  |            |            |            |  |

Legenda
- * Vincitore Division
- "Grassetto" Vincitore serie
- "Corsivo" Squadra con fattore campo

## Eastern Division

### Semifinali

#### (2) Cincinnati Royals - (3) Philadelphia 76ers
RISULTATO FINALE: 1-3
| Cincinnati 24 marzo 1965 Gara 1                                                                                   | Cincinnati Royals | 117 – 119 (d.1t.s.) (36-27, 28-27, 24-30, 20-24) (9-11) referto | Philadelphia 76ers | Cincinnati Gardens (6.422 spett.) |
| J. Twyman 25 Punti H. Greer 37 O. Robertson 13 Assist H. Greer , R. Kerr 6 J. Lucas 27 Rimbalzi W. Chamberlain 23 |                   |                                                                 |                    |                                   |
| |                   |                                                                 |                    |                                   |
| J. Twyman 25 | Punti             | H. Greer 37                                                     |                    |                                   |
| O. Robertson 13                                                                                                   | Assist            | H. Greer, R. Kerr 6                                             |                    |                                   |
| J. Lucas 27 | Rimbalzi          | W. Chamberlain 23                                               |                    |                                   |

| Filadelfia 26 marzo 1965 Gara 2                                                                                         | Philadelphia 76ers | 120 – 121 (32-32, 33-28, 26-28, 29-33) referto | Cincinnati Royals | Municipal Auditorium (5.801 spett.) |
| W. Chamberlain 30 Punti O. Robertson 40 W. Chamberlain 10 Assist O. Robertson 13 W. Chamberlain 15 Rimbalzi J. Lucas 21 |                    |                                                |                   |                                     |
| |                    |                                                |                   |                                     |
| W. Chamberlain 30 | Punti              | O. Robertson 40                                |                   |                                     |
| W. Chamberlain 10 | Assist             | O. Robertson 13                                |                   |                                     |
| W. Chamberlain 15 | Rimbalzi           | J. Lucas 21                                    |                   |                                     |

| Cincinnati 28 marzo 1965 Gara 3                                                                                  | Cincinnati Royals | 94 – 108 (28-35, 25-22, 21-22, 20-29) referto | Philadelphia 76ers | Cincinnati Gardens (6.289 spett.) |
| O. Robertson 27 Punti H. Greer 30 O. Robertson 12 Assist W. Chamberlain 6 J. Lucas 17 Rimbalzi W. Chamberlain 15 |                   |                                               |                    |                                   |
| |                   |                                               |                    |                                   |
| O. Robertson 27                                                                                                  | Punti             | H. Greer 30                                   |                    |                                   |
| O. Robertson 12                                                                                                  | Assist            | W. Chamberlain 6                              |                    |                                   |
| J. Lucas 17 | Rimbalzi          | W. Chamberlain 15                             |                    |                                   |

| Filadelfia 31 marzo 1965 Gara 4                                                                              | Philadelphia 76ers | 119 – 112 (28-18, 25-30, 36-24, 30-40) referto | Cincinnati Royals | Municipal Auditorium (7.451 spett.) |
| W. Chamberlain 38 Punti J. Lucas 35 H. Greer 7 Assist O. Robertson 10 W. Chamberlain 26 Rimbalzi J. Lucas 19 |                    |                                                |                   |                                     |
| |                    |                                                |                   |                                     |
| W. Chamberlain 38                                                                                            | Punti              | J. Lucas 35                                    |                   |                                     |
| H. Greer 7                                                                                                   | Assist             | O. Robertson 10                                |                   |                                     |
| W. Chamberlain 26                                                                                            | Rimbalzi           | J. Lucas 19                                    |                   |                                     |

PRECEDENTI IN REGULAR SEASON
| Regular Season 1964-65 | Cincinnati Royals | 6 – 4 | Philadelphia 76ers | Referto 1 - Referto 2 - Referto 3 - Referto 4, Referto 5 - Referto 6, Referto 7 - Referto 8 - Referto 9 - Referto 10 |
| Cincinnati Royals 109 Philadelphia 76ers 105 Cincinnati Royals 133 Philadelphia 76ers 125 Cincinnati Royals 114 Philadelphia 76ers 127 Cincinnati Royals 122 Cincinnati Royals 108 Cincinnati Royals 109 Philadelphia 76ers 122 Punti 107 Philadelphia 76ers 103 Cincinnati Royals 112 Philadelphia 76ers 135 Cincinnati Royals 107 Philadelphia 76ers 122 Cincinnati Royals 127 Philadelphia 76ers 106 Philadelphia 76ers 110 Philadelphia 76ers 125 Cincinnati Royals |                   | |                    | |
| |                   | |                    | |
| Cincinnati Royals 109 Philadelphia 76ers 105 Cincinnati Royals 133 Philadelphia 76ers 125 Cincinnati Royals 114 Philadelphia 76ers 127 Cincinnati Royals 122 Cincinnati Royals 108 Cincinnati Royals 109 Philadelphia 76ers 122 | Punti             | 107 Philadelphia 76ers 103 Cincinnati Royals 112 Philadelphia 76ers 135 Cincinnati Royals 107 Philadelphia 76ers 122 Cincinnati Royals 127 Philadelphia 76ers 106 Philadelphia 76ers 110 Philadelphia 76ers 125 Cincinnati Royals |                    | |

PRECEDENTI NEI PLAYOFF
|  | Cincinnati Royals (1963, 1964) | 2 – 0 | Philadelphia 76ers |  |

### Finale

#### (1) Boston Celtics - (3) Philadelphia 76ers
RISULTATO FINALE: 4-3
| Boston 4 aprile 1965 Gara 1 | Boston Celtics | 108 – 98 (26-23, 27-20, 24-21, 31-34) referto | Philadelphia 76ers | Boston Garden (13.909 spett.) |
| T. Heinsohn 23 Punti W. Chamberlain 33 B. Russell 6 Assist W. Chamberlain , A. Bianchi , L. Costello 3 B. Russell 32 Rimbalzi W. Chamberlain 31 |                |                                               |                    |                               |
| |                |                                               |                    |                               |
| T. Heinsohn 23 | Punti          | W. Chamberlain 33                             |                    |                               |
| B. Russell 6 | Assist         | W. Chamberlain, A. Bianchi, L. Costello 3     |                    |                               |
| B. Russell 32 | Rimbalzi       | W. Chamberlain 31                             |                    |                               |

| Filadelfia 6 aprile 1965 Gara 2                                                                                   | Philadelphia 76ers | 109 – 103 (28-29, 25-19, 31-25, 25-30) referto | Boston Celtics | Municipal Auditorium (9.790 spett.) |
| W. Chamberlain 30 Punti S. Jones 40 W. Chamberlain 8 Assist B. Russell 5 W. Chamberlain 39 Rimbalzi B. Russell 16 |                    |                                                |                |                                     |
| |                    |                                                |                |                                     |
| W. Chamberlain 30                                                                                                 | Punti              | S. Jones 40                                    |                |                                     |
| W. Chamberlain 8                                                                                                  | Assist             | B. Russell 5                                   |                |                                     |
| W. Chamberlain 39                                                                                                 | Rimbalzi           | B. Russell 16                                  |                |                                     |

| Boston 8 aprile 1965 Gara 3                                                                                               | Boston Celtics | 112 – 94 (34-27, 27-20, 17-18, 34-29) referto | Philadelphia 76ers | Boston Garden (13.909 spett.) |
| J. Havlicek , S. Jones 24 Punti W. Chamberlain 24 B. Russell 8 Assist H. Greer 4 B. Russell 26 Rimbalzi W. Chamberlain 37 |                |                                               |                    |                               |
| |                |                                               |                    |                               |
| J. Havlicek, S. Jones 24                                                                                                  | Punti          | W. Chamberlain 24                             |                    |                               |
| B. Russell 8 | Assist         | H. Greer 4                                    |                    |                               |
| B. Russell 26 | Rimbalzi       | W. Chamberlain 37                             |                    |                               |

| Filadelfia 9 aprile 1965 Gara 4                                                                                           | Philadelphia 76ers | 134 – 131 (d.1t.s.) (32-21, 19-35, 40-29, 27-33) (16-13) referto | Boston Celtics | Municipal Auditorium (9.294 spett.) |
| W. Chamberlain 34 Punti S. Jones 36 R. Kerr , L. Costello 5 Assist K.C. Jones 10 W. Chamberlain 34 Rimbalzi B. Russell 25 |                    |                                                                  |                |                                     |
| |                    |                                                                  |                |                                     |
| W. Chamberlain 34 | Punti              | S. Jones 36                                                      |                |                                     |
| R. Kerr, L. Costello 5 | Assist             | K.C. Jones 10                                                    |                |                                     |
| W. Chamberlain 34 | Rimbalzi           | B. Russell 25                                                    |                |                                     |

| Boston 11 aprile 1965 Gara 5                                                                                | Boston Celtics | 114 – 108 (34-28, 30-25, 26-22, 24-33) referto | Philadelphia 76ers | Boston Garden (13.909 spett.) |
| S. Jones 29 Punti W. Chamberlain 30 K.C. Jones 9 Assist H. Greer 4 B. Russell 28 Rimbalzi W. Chamberlain 21 |                |                                                |                    |                               |
| |                |                                                |                    |                               |
| S. Jones 29                                                                                                 | Punti          | W. Chamberlain 30                              |                    |                               |
| K.C. Jones 9                                                                                                | Assist         | H. Greer 4                                     |                    |                               |
| B. Russell 28                                                                                               | Rimbalzi       | W. Chamberlain 21                              |                    |                               |

| Filadelfia 13 aprile 1965 Gara 6                                                                                              | Philadelphia 76ers | 112 – 106 (39-27, 26-23, 25-31, 22-25) referto | Boston Celtics | Municipal Auditorium (11.182 spett.) |
| W. Chamberlain 30 Punti 25 S. Sanders L. Costello 6 Assist 5 B. Russell , K.C. Jones W. Chamberlain 26 Rimbalzi 21 B. Russell |                    |                                                |                |                                      |
| |                    |                                                |                |                                      |
| W. Chamberlain 30 | Punti              | 25 S. Sanders                                  |                |                                      |
| L. Costello 6 | Assist             | 5 B. Russell, K.C. Jones                       |                |                                      |
| W. Chamberlain 26 | Rimbalzi           | 21 B. Russell                                  |                |                                      |

| Boston 15 aprile 1965 Gara 7                                                                                | Boston Celtics | 110 – 109 (35-26, 26-36, 29-20, 20-27) referto | Philadelphia 76ers | Boston Garden (13.909 spett.) |
| S. Jones 37 Punti W. Chamberlain 30 K.C. Jones 10 Assist H. Greer 9 B. Russell 8 Rimbalzi W. Chamberlain 32 |                |                                                |                    |                               |
| |                |                                                |                    |                               |
| S. Jones 37                                                                                                 | Punti          | W. Chamberlain 30                              |                    |                               |
| K.C. Jones 10                                                                                               | Assist         | H. Greer 9                                     |                    |                               |
| B. Russell 8                                                                                                | Rimbalzi       | W. Chamberlain 32                              |                    |                               |

PRECEDENTI IN REGULAR SEASON
| Regular Season 1964-65 | Boston Celtics | 5 – 5 | Philadelphia 76ers | Referto 1 - Referto 2 - Referto 3 - Referto 4, Referto 5 - Referto 6, Referto 7 - Referto 8 - Referto 9 - Referto 10 |
| Boston Celtics 109 Philadelphia 76ers 102 Boston Celtics 96 Philadelphia 76ers 109 Boston Celtics 104 Boston Celtics 100 Boston Celtics 115 Philadelphia 76ers 118 Philadelphia 76ers 103 Boston Celtics 133 Punti 110 Philadelphia 76ers 113 Boston Celtics 108 Philadelphia 76ers 118 Boston Celtics 95 Philadelphia 76ers 104 Philadelphia 76ers 98 Philadelphia 76ers 105 Boston Celtics 98 Boston Celtics 111 Philadelphia 76ers |                | |                    | |
| |                | |                    | |
| Boston Celtics 109 Philadelphia 76ers 102 Boston Celtics 96 Philadelphia 76ers 109 Boston Celtics 104 Boston Celtics 100 Boston Celtics 115 Philadelphia 76ers 118 Philadelphia 76ers 103 Boston Celtics 133 | Punti          | 110 Philadelphia 76ers 113 Boston Celtics 108 Philadelphia 76ers 118 Boston Celtics 95 Philadelphia 76ers 104 Philadelphia 76ers 98 Philadelphia 76ers 105 Boston Celtics 98 Boston Celtics 111 Philadelphia 76ers |                    | |

PRECEDENTI NEI PLAYOFF
|  | Boston Celtics (1953, 1957, 1959, 1961) | 4 – 4 | Philadelphia 76ers (1954, 1954, 1955, 1956) |  |

## Western Division

### Semifinali

#### (2) St. Louis Hawks - (3) Baltimore Bullets
RISULTATO FINALE: 1-3
| Saint Louis 24 marzo 1965 Gara 1                                                                                             | St. Louis Hawks | 105 – 108 (23-26, 22-24, 30-22, 30-36) referto | Baltimore Bullets | Kiel Auditorium (5.320 spett.) |
| L. Wilkens 25 Punti B. Howell 25 R. Guerin 6 Assist D. Ohl , K. Loughery , G. Johnson 4 B. Bridges 23 Rimbalzi W. Bellamy 20 |                 |                                                |                   |                                |
| |                 |                                                |                   |                                |
| L. Wilkens 25 | Punti           | B. Howell 25                                   |                   |                                |
| R. Guerin 6 | Assist          | D. Ohl, K. Loughery, G. Johnson 4              |                   |                                |
| B. Bridges 23 | Rimbalzi        | W. Bellamy 20                                  |                   |                                |

| Saint Louis 26 marzo 1965 Gara 2                                                                 | St. Louis Hawks | 129 – 105 (37-26, 28-19, 18-32, 46-28) referto | Baltimore Bullets | Kiel Auditorium (7.628 spett.) |
| R. Guerin 28 Punti D. Ohl 23 R. Guerin 10 Assist G. Johnson 7 Z. Beaty 12 Rimbalzi W. Bellamy 12 |                 |                                                |                   |                                |
|                                                                                                  |                 |                                                |                   |                                |
| R. Guerin 28                                                                                     | Punti           | D. Ohl 23                                      |                   |                                |
| R. Guerin 10                                                                                     | Assist          | G. Johnson 7                                   |                   |                                |
| Z. Beaty 12                                                                                      | Rimbalzi        | W. Bellamy 12                                  |                   |                                |

| Baltimora 27 marzo 1965 Gara 3 | Baltimore Bullets | 131 – 99 (26-23, 28-26, 36-24, 41-26) referto | St. Louis Hawks | Baltimore Civic Center (6.358 spett.) |
| W. Bellamy , D. Ohl 23 Punti Z. Beaty 18 G. Johnson , S. Green 3 Assist L. Wilkens , C. Hagan , C. Vaughn , R. Guerin 3 W. Bellamy 18 Rimbalzi Z. Beaty 17 |                   |                                               |                 |                                       |
| |                   |                                               |                 |                                       |
| W. Bellamy, D. Ohl 23 | Punti             | Z. Beaty 18                                   |                 |                                       |
| G. Johnson, S. Green 3 | Assist            | L. Wilkens, C. Hagan, C. Vaughn, R. Guerin 3  |                 |                                       |
| W. Bellamy 18 | Rimbalzi          | Z. Beaty 17                                   |                 |                                       |

| Baltimora 30 marzo 1965 Gara 4                                                                          | Baltimore Bullets | 109 – 103 (25-30, 26-24, 29-27, 29-22) referto | St. Louis Hawks | Baltimore Civic Center (6.423 spett.) |
| K. Loughery 31 Punti C. Hagan 24 K. Loughery 6 Assist L. Wilkens 4 W. Bellamy 10 Rimbalzi B. Bridges 20 |                   |                                                |                 |                                       |
| |                   |                                                |                 |                                       |
| K. Loughery 31                                                                                          | Punti             | C. Hagan 24                                    |                 |                                       |
| K. Loughery 6                                                                                           | Assist            | L. Wilkens 4                                   |                 |                                       |
| W. Bellamy 10                                                                                           | Rimbalzi          | B. Bridges 20                                  |                 |                                       |

PRECEDENTI IN REGULAR SEASON
| Regular Season 1964-65 | Baltimore Bullets | 5 – 5 | St. Louis Hawks | Referto 1 - Referto 2 - Referto 3 - Referto 4, Referto 5 - Referto 6, Referto 7 - Referto 8 - Referto 9 - Referto 10 |
| St. Louis Hawks 134 St. Louis Hawks 108 Baltimore Bullets 108 Baltimore Bullets 87 St. Louis Hawks 110 Baltimore Bullets 106 Baltimore Bullets 114 St. Louis Hawks 124 Baltimore Bullets 94 St. Louis Hawks 144 Punti 99 Baltimore Bullets 109 Baltimore Bullets 106 St. Louis Hawks 107 St. Louis Hawks 117 Baltimore Bullets 97 St. Louis Hawks 106 St. Louis Hawks 119 Baltimore Bullets 124 St. Louis Hawks 100 Baltimore Bullets |                   | |                 | |
| |                   | |                 | |
| St. Louis Hawks 134 St. Louis Hawks 108 Baltimore Bullets 108 Baltimore Bullets 87 St. Louis Hawks 110 Baltimore Bullets 106 Baltimore Bullets 114 St. Louis Hawks 124 Baltimore Bullets 94 St. Louis Hawks 144 | Punti             | 99 Baltimore Bullets 109 Baltimore Bullets 106 St. Louis Hawks 107 St. Louis Hawks 117 Baltimore Bullets 97 St. Louis Hawks 106 St. Louis Hawks 119 Baltimore Bullets 124 St. Louis Hawks 100 Baltimore Bullets |                 | |

PRECEDENTI NEI PLAYOFF

Si è trattata della prima sfida tra le due squadre ai playoff.

### Finale

#### (1) Los Angeles Lakers - (3) Baltimore Bullets
RISULTATO FINALE: 4-2
| Los Angeles 3 aprile 1965 Gara 1                                                           | L.A. Lakers | 121 – 115 (29-28, 39-23, 24-26, 29-38) referto | Baltimore Bullets | Los Angeles Memorial Sports Arena (14.579 spett.) |
| J. West 49 Punti D. Ohl 29 J. West 8 Assist W. Bellamy 5 L. Ellis 15 Rimbalzi B. Howell 20 |             |                                                |                   |                                                   |
|                                                                                            |             |                                                |                   |                                                   |
| J. West 49                                                                                 | Punti       | D. Ohl 29                                      |                   |                                                   |
| J. West 8                                                                                  | Assist      | W. Bellamy 5                                   |                   |                                                   |
| L. Ellis 15                                                                                | Rimbalzi    | B. Howell 20                                   |                   |                                                   |

| Los Angeles 5 aprile 1965 Gara 2                                                                         | L.A. Lakers | 118 – 115 (36-29, 24-24, 30-30, 28-32) referto | Baltimore Bullets | Los Angeles Memorial Sports Arena (10.594 spett.) |
| J. West 52 Punti D. Ohl 30 J. West 9 Assist W. Bellamy , G. Johnson 5 G. Wiley 12 Rimbalzi W. Bellamy 20 |             |                                                |                   |                                                   |
| |             |                                                |                   |                                                   |
| J. West 52                                                                                               | Punti       | D. Ohl 30                                      |                   |                                                   |
| J. West 9                                                                                                | Assist      | W. Bellamy, G. Johnson 5                       |                   |                                                   |
| G. Wiley 12                                                                                              | Rimbalzi    | W. Bellamy 20                                  |                   |                                                   |

| Baltimora 7 aprile 1965 Gara 3                                                                              | Baltimore Bullets | 122 – 115 (24-28, 39-28, 25-25, 34-34) referto | L.A. Lakers | Baltimore Civic Center (7.247 spett.) |
| B. Howell 29 Punti J. West 44 G. Johnson , K. Loughery 4 Assist J. West 4 B. Howell 17 Rimbalzi G. Wiley 13 |                   |                                                |             |                                       |
| |                   |                                                |             |                                       |
| B. Howell 29                                                                                                | Punti             | J. West 44                                     |             |                                       |
| G. Johnson, K. Loughery 4                                                                                   | Assist            | J. West 4                                      |             |                                       |
| B. Howell 17                                                                                                | Rimbalzi          | G. Wiley 13                                    |             |                                       |

| Baltimora 9 aprile 1965 Gara 4                                                                                                 | Baltimore Bullets | 114 – 112 (24-26, 36-35, 22-25, 32-26) referto | L.A. Lakers | Baltimore Civic Center (10.642 spett.) |
| D. Ohl 28 Punti J. West 48 D. Ohl , W. Bellamy , G. Johnson , W. Jones 3 Assist J. West 5 W. Bellamy 16 Rimbalzi R. LaRusso 14 |                   |                                                |             |                                        |
| |                   |                                                |             |                                        |
| D. Ohl 28 | Punti             | J. West 48                                     |             |                                        |
| D. Ohl, W. Bellamy, G. Johnson, W. Jones 3                                                                                     | Assist            | J. West 5                                      |             |                                        |
| W. Bellamy 16 | Rimbalzi          | R. LaRusso 14                                  |             |                                        |

| Los Angeles 11 aprile 1965 Gara 5                                                                           | L.A. Lakers | 120 – 112 (27-29, 26-23, 33-25, 34-35) referto | Baltimore Bullets | Los Angeles Memorial Sports Arena (15.013 spett.) |
| J. West 43 Punti W. Bellamy 29 J. West 7 Assist W. Bellamy , B. Howell 5 L. Ellis 18 Rimbalzi G. Johnson 16 |             |                                                |                   |                                                   |
| |             |                                                |                   |                                                   |
| J. West 43                                                                                                  | Punti       | W. Bellamy 29                                  |                   |                                                   |
| J. West 7                                                                                                   | Assist      | W. Bellamy, B. Howell 5                        |                   |                                                   |
| L. Ellis 18                                                                                                 | Rimbalzi    | G. Johnson 16                                  |                   |                                                   |

| Baltimora 13 aprile 1965 Gara 6                                                             | Baltimore Bullets | 115 – 117 (30-20, 18-32, 33-35, 34-30) referto | L.A. Lakers | Baltimore Civic Center (8.590 spett.) |
| D. Ohl 34 Punti J. West 42 W. Bellamy 5 Assist J. West 8 W. Bellamy 15 Rimbalzi L. Ellis 10 |                   |                                                |             |                                       |
|                                                                                             |                   |                                                |             |                                       |
| D. Ohl 34                                                                                   | Punti             | J. West 42                                     |             |                                       |
| W. Bellamy 5                                                                                | Assist            | J. West 8                                      |             |                                       |
| W. Bellamy 15                                                                               | Rimbalzi          | L. Ellis 10                                    |             |                                       |

PRECEDENTI IN REGULAR SEASON
| Regular Season 1964-65 | L.A. Lakers | 6 – 4 | Baltimore Bullets | Referto 1 - Referto 2 - Referto 3 - Referto 4, Referto 5 - Referto 6, Referto 7 - Referto 8 - Referto 9 - Referto 10 |
| Baltimore Bullets 105 Los Angeles Lakers 112 Los Angeles Lakers 95 Baltimore Bullets 127 Los Angeles Lakers 126 Baltimore Bullets 116 Baltimore Bullets 111 Los Angeles Lakers 123 (1 t.s.) Los Angeles Lakers 121 Baltimore Bullets 117 Punti 108 Los Angeles Lakers 102 Baltimore Bullets 98 Baltimore Bullets 115 Los Angeles Lakers 110 Baltimore Bullets 112 Los Angeles Lakers 119 Los Angeles Lakers 114 Baltimore Bullets 116 Baltimore Bullets 106 Los Angeles Lakers |             | |                   | |
| |             | |                   | |
| Baltimore Bullets 105 Los Angeles Lakers 112 Los Angeles Lakers 95 Baltimore Bullets 127 Los Angeles Lakers 126 Baltimore Bullets 116 Baltimore Bullets 111 Los Angeles Lakers 123 (1 t.s.) Los Angeles Lakers 121 Baltimore Bullets 117 | Punti       | 108 Los Angeles Lakers 102 Baltimore Bullets 98 Baltimore Bullets 115 Los Angeles Lakers 110 Baltimore Bullets 112 Los Angeles Lakers 119 Los Angeles Lakers 114 Baltimore Bullets 116 Baltimore Bullets 106 Los Angeles Lakers |                   | |

PRECEDENTI NEI PLAYOFF

Si è trattata della prima sfida tra le due squadre ai playoff.

## NBA Finals 1965

### Boston Celtics - Los Angeles Lakers
RISULTATO FINALE
|  | Boston Celtics | 4 – 1 | L.A. Lakers |  |

PRECEDENTI IN REGULAR SEASON
| Regular Season 1964-65 | Boston Celtics | 7 – 3 | L.A. Lakers | Referto 1 - Referto 2 - Referto 3 - Referto 4, Referto 5 - Referto 6, Referto 7 - Referto 8 - Referto 9 - Referto 10 |
| Boston Celtics 112 Los Angeles Lakers 98 Boston Celtics 133 Los Angeles Lakers 104 Los Angeles Lakers 103 Boston Celtics 117 Boston Celtics 101 Los Angeles Lakers 129 Los Angeles Lakers 95 Boston Celtics 102 Punti 114 Los Angeles Lakers 108 Boston Celtics 112 Los Angeles Lakers 112 Boston Celtics 107 Boston Celtics 93 Los Angeles Lakers 97 Los Angeles Lakers 114 Boston Celtics 97 Boston Celtics 104 Los Angeles Lakers |                | |             | |
| |                | |             | |
| Boston Celtics 112 Los Angeles Lakers 98 Boston Celtics 133 Los Angeles Lakers 104 Los Angeles Lakers 103 Boston Celtics 117 Boston Celtics 101 Los Angeles Lakers 129 Los Angeles Lakers 95 Boston Celtics 102 | Punti          | 114 Los Angeles Lakers 108 Boston Celtics 112 Los Angeles Lakers 112 Boston Celtics 107 Boston Celtics 93 Los Angeles Lakers 97 Los Angeles Lakers 114 Boston Celtics 97 Boston Celtics 104 Los Angeles Lakers |             | |

PRECEDENTI NEI PLAYOFF
|  | Boston Celtics (1959, 1962, 1963) | 3 – 0 | L.A. Lakers |  |

#### Roster
| \| Pos. \| Num. \| Naz. \| Nome \| Altezza \| Peso \| Data nascita \| Provenienza \| \| ---- \| ---- \| ---- \| ---------------- \| ------- \| ------ \| ------------ \| ---------------------- \| \| A \| 21 \| \| Bonham, Ron \| 196 cm \| 87 kg \| 31-05-1942 \| Cincinnati \| \| A/C \| 11 \| \| Counts, Mel \| 213 cm \| 104 kg \| 16-10-1941 \| Oregon State \| \| G/AP \| 17 \| \| Havlicek, John \| 196 cm \| 92 kg \| 08-04-1940 \| Ohio State \| \| A/C \| 15 \| \| Heinsohn, Tom \| 201 cm \| 99 kg \| 26-08-1934 \| Holy Cross \| \| G \| 25 \| \| Jones, K.C. \| 185 cm \| 91 kg \| 25-05-1932 \| San Francisco \| \| G/AP \| 24 \| \| Jones, Sam \| 193 cm \| 90 kg \| 24-06-1933 \| North Carolina Central \| \| A/C \| 12 \| \| Naulls, Willie \| 198 cm \| 102 kg \| 07-10-1934 \| UCLA \| \| A/C \| 34 \| \| Nordmann, Bevo \| 208 cm \| 102 kg \| 11-12-1939 \| Saint Louis \| \| C \| 6 \| \| Russell, Bill \| 206 cm \| 98 kg \| 12-02-1934 \| San Francisco \| \| A \| 16 \| \| Sanders, Satch \| 198 cm \| 95 kg \| 08-11-1938 \| New York \| \| A \| 20 \| \| Siegfried, Larry \| 191 cm \| 86 kg \| 22-05-1939 \| Ohio State \| \| A \| 18 \| \| Thompson, John \| 208 cm \| 102 kg \| 02-09-1941 \| Providence \| \| G \| 4 \| \| Ward, Gerry \| 193 cm \| 88 kg \| 06-09-1941 \| Boston College \| | Allenatore - Red Auerbach Assistente/i - Buddy LeRoux Legenda - (C) Capitano - (FA) Free agent - (S) Sospeso - (TW) Contratto Two-way - (GL) Assegnato a squadra G League affiliata - Infortunato Roster • Transazioni · Ultima transazione: 6 maggio 1965 |                        |                  |         |        |              |                        |
| Pos. | Num. | Naz.                   | Nome             | Altezza | Peso   | Data nascita | Provenienza            |
| A | 21 | Stati Uniti (bandiera) | Bonham, Ron      | 196 cm  | 87 kg  | 31-05-1942   | Cincinnati             |
| A/C | 11 | Stati Uniti (bandiera) | Counts, Mel      | 213 cm  | 104 kg | 16-10-1941   | Oregon State           |
| G/AP | 17 | Stati Uniti (bandiera) | Havlicek, John   | 196 cm  | 92 kg  | 08-04-1940   | Ohio State             |
| A/C | 15 | Stati Uniti (bandiera) | Heinsohn, Tom    | 201 cm  | 99 kg  | 26-08-1934   | Holy Cross             |
| G | 25 | Stati Uniti (bandiera) | Jones, K.C.      | 185 cm  | 91 kg  | 25-05-1932   | San Francisco          |
| G/AP | 24 | Stati Uniti (bandiera) | Jones, Sam       | 193 cm  | 90 kg  | 24-06-1933   | North Carolina Central |
| A/C | 12 | Stati Uniti (bandiera) | Naulls, Willie   | 198 cm  | 102 kg | 07-10-1934   | UCLA                   |
| A/C | 34 | Stati Uniti (bandiera) | Nordmann, Bevo   | 208 cm  | 102 kg | 11-12-1939   | Saint Louis            |
| C | 6 | Stati Uniti (bandiera) | Russell, Bill    | 206 cm  | 98 kg  | 12-02-1934   | San Francisco          |
| A | 16 | Stati Uniti (bandiera) | Sanders, Satch   | 198 cm  | 95 kg  | 08-11-1938   | New York               |
| A | 20 | Stati Uniti (bandiera) | Siegfried, Larry | 191 cm  | 86 kg  | 22-05-1939   | Ohio State             |
| A | 18 | Stati Uniti (bandiera) | Thompson, John   | 208 cm  | 102 kg | 02-09-1941   | Providence             |
| G | 4 | Stati Uniti (bandiera) | Ward, Gerry      | 193 cm  | 88 kg  | 06-09-1941   | Boston College         |

| \| Pos. \| Num. \| Naz. \| Nome \| Altezza \| Peso \| Data nascita \| Provenienza \| \| ---- \| ---- \| ---- \| --------------- \| ------- \| ------ \| ------------ \| ----------------- \| \| G/AP \| 5 \| \| Barnett, Dick \| 193 cm \| 86 kg \| 02-10-1936 \| Tennessee State \| \| A \| 22 \| \| Baylor, Elgin \| 196 cm \| 102 kg \| 16-09-1934 \| Seattle \| \| A/C \| 25 \| \| Ellis, LeRoy \| 208 cm \| 95 kg \| 10-03-1940 \| St. John's \| \| G \| 32 \| \| Grote, Jerry \| 193 cm \| 98 kg \| 28-12-1940 \| Loyola Marymount \| \| G \| 42 \| \| Hazzard, Walt \| 188 cm \| 79 kg \| 15-04-1942 \| UCLA \| \| C \| 14 \| \| Imhoff, Darrall \| 208 cm \| 100 kg \| 12-10-1938 \| UC Berkeley \| \| G \| 21 \| \| King, Jim \| 188 cm \| 79 kg \| 07-02-1941 \| Tulsa \| \| A/C \| 35 \| \| LaRusso, Rudy \| 201 cm \| 100 kg \| 11-11-1937 \| Dartmouth \| \| A/C \| 40 \| \| McGill, Bill \| 206 cm \| 102 kg \| 16-09-1939 \| Utah \| \| A \| 33 \| \| Nash, Cotton \| 196 cm \| 98 kg \| 24-07-1942 \| Kentucky Wildcats \| \| A \| 20 \| \| Nelson, Don \| 198 cm \| 95 kg \| 15-05-1940 \| Iowa \| \| G/AP \| 44 \| \| West, Jerry \| 188 cm \| 79 kg \| 28-05-1938 \| West Virginia \| \| C \| 12 \| \| Wiley, Gene \| 208 cm \| 95 kg \| 12-11-1937 \| Wichita State \| | Allenatore - Fred Schaus Legenda - (C) Capitano - (FA) Free agent - (S) Sospeso - (TW) Contratto Two-way - (GL) Assegnato a squadra G League affiliata - Infortunato Roster • Transazioni · Ultima transazione: 6 maggio 1965 |                        |                 |         |        |              |                   |
| Pos. | Num. | Naz.                   | Nome            | Altezza | Peso   | Data nascita | Provenienza       |
| G/AP | 5 | Stati Uniti (bandiera) | Barnett, Dick   | 193 cm  | 86 kg  | 02-10-1936   | Tennessee State   |
| A | 22 | Stati Uniti (bandiera) | Baylor, Elgin   | 196 cm  | 102 kg | 16-09-1934   | Seattle           |
| A/C | 25 | Stati Uniti (bandiera) | Ellis, LeRoy    | 208 cm  | 95 kg  | 10-03-1940   | St. John's        |
| G | 32 | Stati Uniti (bandiera) | Grote, Jerry    | 193 cm  | 98 kg  | 28-12-1940   | Loyola Marymount  |
| G | 42 | Stati Uniti (bandiera) | Hazzard, Walt   | 188 cm  | 79 kg  | 15-04-1942   | UCLA              |
| C | 14 | Stati Uniti (bandiera) | Imhoff, Darrall | 208 cm  | 100 kg | 12-10-1938   | UC Berkeley       |
| G | 21 | Stati Uniti (bandiera) | King, Jim       | 188 cm  | 79 kg  | 07-02-1941   | Tulsa             |
| A/C | 35 | Stati Uniti (bandiera) | LaRusso, Rudy   | 201 cm  | 100 kg | 11-11-1937   | Dartmouth         |
| A/C | 40 | Stati Uniti (bandiera) | McGill, Bill    | 206 cm  | 102 kg | 16-09-1939   | Utah              |
| A | 33 | Stati Uniti (bandiera) | Nash, Cotton    | 196 cm  | 98 kg  | 24-07-1942   | Kentucky Wildcats |
| A | 20 | Stati Uniti (bandiera) | Nelson, Don     | 198 cm  | 95 kg  | 15-05-1940   | Iowa              |
| G/AP | 44 | Stati Uniti (bandiera) | West, Jerry     | 188 cm  | 79 kg  | 28-05-1938   | West Virginia     |
| C | 12 | Stati Uniti (bandiera) | Wiley, Gene     | 208 cm  | 95 kg  | 12-11-1937   | Wichita State     |

#### Risultati
| Arbitri: | Richie Powers Earl Strom |

|                                                                                                 |            |                                                                             |
| S. Jones 25                                                                                     | Punti      | J. West 26                                                                  |
| K.C. Jones 8                                                                                    | Assist     | W. Hazzard 5                                                                |
| B. Russell 28                                                                                   | Rimbalzi   | G. Wiley 14                                                                 |
| Bonham, Counts, Havlicek, Heinsohn, Jones, Jones, Naulls, Russell, Sanders, Siegfried, Thompson | Formazioni | Barnett, Ellis, Hazzard, Imhoff, King, LaRusso, McGill, Nelson, West, Wiley |

| Arbitri: | Mendy Rudolph Joe Gushue |

|                                                                       |            |                                                                     |
| J. Havlicek 24                                                        | Punti      | J. West 45                                                          |
| B. Russell 10                                                         | Assist     | J. West 5                                                           |
| B. Russell 25                                                         | Rimbalzi   | G. Wiley 15                                                         |
| Havlicek, Heinsohn, Jones, Jones, Naulls, Russell, Sanders, Siegfried | Formazioni | Barnett, Ellis, Hazzard, Imhoff, King, LaRusso, Nelson, West, Wiley |

| Arbitri: | Earl Strom Richie Powers |

|                                                                     |            |                                                                                                 |
| J. West 43                                                          | Punti      | S. Jones 35                                                                                     |
| J. West 7                                                           | Assist     | L. Siegfried 5                                                                                  |
| G. Wiley 28                                                         | Rimbalzi   | B. Russell 19                                                                                   |
| Barnett, Ellis, Hazzard, Imhoff, King, LaRusso, Nelson, West, Wiley | Formazioni | Bonham, Counts, Havlicek, Heinsohn, Jones, Jones, Naulls, Russell, Sanders, Siegfried, Thompson |

| Arbitri: | Mendy Rudolph Joe Gushue |

|                                                                     |            |                                                                       |
| L. Ellis 24                                                         | Punti      | S. Jones 37                                                           |
| W. Hazzard, G. Wiley 5                                              | Assist     | B. Russell, K.C. Jones 5                                              |
| G. Wiley 19                                                         | Rimbalzi   | B. Russell 23                                                         |
| Barnett, Ellis, Hazzard, Imhoff, King, LaRusso, Nelson, West, Wiley | Formazioni | Havlicek, Heinsohn, Jones, Jones, Naulls, Russell, Sanders, Siegfried |

| Arbitri: | Mendy Rudolph Norm Drucker |

|                                                                                                 |            |                                                                             |
| B. Russell, S. Jones 22                                                                         | Punti      | J. West 33                                                                  |
| K.C. Jones 9                                                                                    | Assist     | W. Hazzard 10                                                               |
| B. Russell 30                                                                                   | Rimbalzi   | G. Wiley 13                                                                 |
| Bonham, Counts, Havlicek, Heinsohn, Jones, Jones, Naulls, Russell, Sanders, Siegfried, Thompson | Formazioni | Barnett, Ellis, Hazzard, Imhoff, King, LaRusso, McGill, Nelson, West, Wiley |

| Campione NBA 1965        |
| ------------------------ |
| Boston Celtics 8º titolo |

#### Hall of famer
| NBA Finals | Atleta        | Squadra        | Anno      |                      |
| ---------- | ------------- | -------------- | --------- | -------------------- |
| Giocatore  | John Havlicek | Boston Celtics | 1984      | Giocatore            |
| Giocatore  | Tom Heinsohn  | Boston Celtics | 1986 2015 | Giocatore Allenatore |
| Giocatore  | K.C. Jones    | Boston Celtics | 1989      | Giocatore            |
| Giocatore  | Sam Jones     | Boston Celtics | 1984      | Giocatore            |
| Giocatore  | Bill Russell  | Boston Celtics | 1975 2021 | Giocatore Allenatore |
| Giocatore  | Satch Sanders | Boston Celtics | 2011      | Contributore         |
| Giocatore  | John Thompson | Boston Celtics | 1999      | Giocatore            |
| Allenatore | Red Auerbach  | Boston Celtics | 1969      | Allenatore           |
| Giocatore  | Dick Barnett  | L.A. Lakers    | 2024      | Giocatore            |
| Giocatore  | Elgin Baylor  | L.A. Lakers    | 1977      | Giocatore            |
| Giocatore  | Don Nelson    | L.A. Lakers    | 2012      | Allenatore           |
| Giocatore  | Jerry West    | L.A. Lakers    | 1980      | Giocatore            |

## Squadra vincitrice
| N° | Naz.                   | Ruolo | Sportivo        |  | Alt. |  |
| -- | ---------------------- | ----- | --------------- |  | ---- |  |
| 4  | Stati Uniti (bandiera) | G     | Gerry Ward      |  | 193  |  |
| 5  | Stati Uniti (bandiera) | C     | John Thompson   |  | 208  |  |
| 6  | Stati Uniti (bandiera) | C     | Bill Russell    |  | 208  |  |
| 11 | Stati Uniti (bandiera) | C     | Mel Counts      |  | 213  |  |
| 12 | Stati Uniti (bandiera) | AG    | Willie Naulls   |  | 198  |  |
| 15 | Stati Uniti (bandiera) | AG    | Tom Heinsohn    |  | 201  |  |
| 16 | Stati Uniti (bandiera) | AP    | Satch Sanders   |  | 198  |  |
| 17 | Stati Uniti (bandiera) | AP    | John Havlicek   |  | 196  |  |
| 20 | Stati Uniti (bandiera) | G     | Larry Siegfried |  | 189  |  |
| 21 | Stati Uniti (bandiera) | AP    | Ron Bonham      |  | 194  |  |
| 24 | Stati Uniti (bandiera) | G     | Sam Jones       |  | 193  |  |
| 25 | Stati Uniti (bandiera) | G     | K.C. Jones      |  | 185  |  |
| 34 | Stati Uniti (bandiera) | C     | Bevo Nordmann   |  | 208  |  |
|    | Stati Uniti (bandiera) | All.  | Red Auerbach    |  |      |  |

## Statistiche
Aggiornate al 23 agosto 2021.
| Categoria | Singola prestazione | Singola prestazione | Singola prestazione | Media            | Media              | Media | Media |
| Categoria | Giocatore           | Squadra             | Max                 | Giocatore        | Squadra            | Media | PG    |
| --------- | ------------------- | ------------------- | ------------------- | ---------------- | ------------------ | ----- | ----- |
| Punti     | Jerry West          | L.A. Lakers         | 52                  | Jerry West       | L.A. Lakers        | 40,6  | 11    |
| Rimbalzi  | Wilt Chamberlain    | Philadelphia 76ers  | 39                  | Wilt Chamberlain | Philadelphia 76ers | 27,2  | 11    |
| Assist    | Oscar Robertson     | Cincinnati Royals   | 13                  | Oscar Robertson  | Cincinnati Royals  | 12,0  | 4     |